# Les Chefs-d'œuvre de la science-fiction (anthologie)
Ne doit pas être confondu avec Les Chefs-d'œuvre de la science-fiction (collection littéraire).
Les Chefs-d’œuvre de la science-fiction est une anthologie de science-fiction composée de 38 nouvelles réunies par Jacques Sternberg et publiée en  avril 1970 chez l'éditeur Planète. L'anthologie est précédée d'une préface et suivie d'un dictionnaire des auteurs.

## Liste des nouvelles

### La Brousse
- Auteur : Ray Bradbury
- Titre original : The Veldt
- Publications : 
  - aux États-Unis :
  - en France :
- Situation dans le recueil :
- Résumé :
- Lien externe : Fiche sur iSFdb

### Le Vaisseau fantôme
- Auteur : Ward Moore
- Titre original : Flying Dutchman
- Publications : 1951, Adventures in Tomorrow.
  - aux États-Unis :
  - en France : dans l'anthologie Histoires de fins du monde (traduction de l’anglais par Roger Durand).
- Situation dans le recueil :
- Résumé : Longtemps après la fin d'une guerre nucléaire, un bombardier automatisé entretenu par une infrastructure qui l'est tout autant continue à porter la destruction sur le territoire ennemi, alors même que toute vie a disparu de la planète.
- Lien externe : Fiche sur iSFdb

### Jeu d'enfant
- Auteur : William Tenn
- Titre original : Child's Play

### Civilisation 2190
- Auteur : Gérard Klein
- Publications en France : revue Fiction, n° 26, OPTA, janvier 1956.
- Situation dans le recueil : p. 53 à 55.
- Résumé : En 2190, des hommes pénètrent dans une bibliothèque aménagée dans le sous-sol d'une maison construite au XXe siècle. Ce sont des historiens et ils sont avides de découvrir des « livres », ces objets dont on parle tant et qui ont été tous détruits lors des guerres atomiques qui ont jalonné le début du XXIe siècle. Le lecteur comprend que la bibliothèque est celle d'un enfant ou d'un adolescent, mais les historiens de 2190 ne le savent pas. Ils s'extasient sur de banales bandes dessinées, des romans d'aventure, des polars.
- Liens externes : 
  - Fiche sur iSFdb
  - « Fiche » sur le site NooSFere

### Arène
- Auteur : Fredric Brown
- Titre original : Arena

### Marche dans la nuit
- Auteur : Arthur C. Clarke
- Titre original : A Walk in the Dark
- Publications : 
  - aux États-Unis :
  - en France :
- Situation dans le recueil :
- Résumé :
- Lien externe : Fiche sur iSFdb

### Les Autos sauvages
- Auteur : Roger Zelazny
- Titre original : Devil Car
- Publications : 
  - aux États-Unis :
  - en France : dans l'anthologie Histoires de machines
- Situation dans le recueil :
- Résumé :
- Lien externe : Fiche sur iSFdb

### Raides mortes
- Auteur : Clifford Donald Simak
- Titre original : Drop Dead
- Publications : 
  - aux États-Unis :
  - en France :
- Situation dans le recueil :
- Résumé :
- Lien externe : Fiche sur iSFdb

### La Chaîne et le Collier
- Auteur : Catherine Cliff (Francine Sternberg)[1]
- Titre original :
- Publications : 
  - aux États-Unis :
  - en France :
- Situation dans le recueil :
- Résumé :
- Lien externe : Fiche sur iSFdb

### Mère
- Auteur : Philip José Farmer
- Titre original : Mother
- Publications : 
  - aux États-Unis :
  - en France :
  - aux États-Unis :
  - en France : dans l'anthologie Histoires de sexe-fiction
- Situation dans le recueil :
- Résumé :
- Lien externe : Fiche sur iSFdb

### La Merveilleuse aventure du bébé Hurkle
- Auteur : Theodore Sturgeon
- Titre original : The Hurkle is a Happy Beast
- Publications : 
  - aux États-Unis : The Magazine of Fantasy, automne 1949.
  - en France : revue Fiction, no 7, éd. OPTA, juin 1954.
- Situation dans le recueil : p. 165 à 171.
- Résumé : Sur la planète Lirht vivent les Gwiks. Ces aliens ont pour animaux de compagnie des Hurkles. Un jour, à la suite d'un improbable concours de circonstances, un bébé hurkle pénètre dans un laboratoire scientifique. Il est malencontreusement envoyé sur Terre où il provoque d'énormes dégâts. Il aime bien cette planète, tant et si bien qu'il s'y reproduit très rapidement et anéantit toute l’espèce humaine.
- Liens externes : 
  - Fiche sur iSFdb
  - « Fiche » sur le site NooSFere

### Une maison dernier cri
- Auteur : Richard Matheson
- Titre original : Shipshape Home
- Publications : 
  - aux États-Unis :
  - en France :
- Situation dans le recueil :
- Résumé :
- Lien externe :

### Tlön Uqbar Orbis Tertius
- Auteur : Jorge Luis Borges
- Titre original : Tlön Uqbar Orbis Tertius
- Publications : 
  - aux États-Unis :
  - en France :
- Situation dans le recueil :
- Résumé :
- Lien externe :

### C'est du billard!
- Auteur : Philippe Curval
- Titre original :
- Publications : 
  - aux États-Unis :
  - en France : dans l'anthologie Les Mondes francs
- Situation dans le recueil :
- Résumé :
- Lien externe :

### Requiem
- Auteur : Edmond Hamilton
- Titre original : Requiem
- Publications : 
  - aux États-Unis :
  - en France : dans l'anthologie Histoires de catastrophes
- Situation dans le recueil :
- Résumé :
- Lien externe :

### Où sont les autres?
- Auteur : Cordwainer Smith
- Titre original : The Good Friends
- Publications : 
  - aux États-Unis : octobre 1963, Worlds of Tomorrow.
  - en France : juillet 1964, Galaxie, 2e série, no 3, éditions OPTA.
- Situation dans le recueil : p. 223 à 226.
- Résumé : Un astronaute revenu d'une mission lointaine se réveille d'une période de coma ; il entame sa convalescence dans un hôpital. À côté de lui se tiennent un médecin et une infirmière. Le malade pose des questions : que sont devenus Ralph, Jock, Pete, Larry, Went, Betty, ses compagnons du vaisseau spatial ? que leur est-il arrivé ? sont-ils sains et saufs ? que s'est-il passé après cette fameuse fête qu'ils ont faite dans le vaisseau ? Le médecin et l'infirmière tentent d'éluder les questions mais le malade insiste. Le médecin indique qu'il répondra aux questions à condition que l'homme accepte de recevoir un somnifère par voie intraveineuse. L'ayant accepté, le médecin lui révèle la vérité : l'astronaute était en solitaire dans une mission d'exploration spatiale et le vaisseau a eu un grave incident mécanique. Il est resté en biostase pendant une vingtaine d'années et a reçu une implantation de mémoire virtuelle. Dans cette mémoire implantée résident toutes les personnes qu'il croit avoir eu comme compagnons de voyage, mais ceux-ci n'existent pas. L'implantation a été profonde, mais il doit comprendre que ce n'était qu'un rêve. Avant de s'endormir, l’homme s'exclame : « J'ai compris, toubib. Tout va bien. Fameuse, la drogue que vous m’avez donnée. Je me sens partir dans les rêves. Vous pouvez me laisser dormir, maintenant. Vous m'expliquerez tout ça demain matin. Mais n'oubliez pas de m'amener Ralph et Jock dès que ce sera l'heure des visites ».
- Liens externes :
  - « Fiche » sur le site NooSFere
  - (en) Fiche sur iSFdb

### À rebours
- Auteur : Damon Knight
- Titre original : This Way to the Regress / Backward, O Time
- Publications : 
  - aux États-Unis :
  - en France :
- Situation dans le recueil :
- Résumé :
- Lien externe :

### Bucolique
- Auteur : A. E. van Vogt
- Titre original : Process
- Situation dans le recueil :

### L'Œil avide
- Auteur : Robert Bloch
- Titre original : The Hungry Eye
- Publications : 
  - aux États-Unis :
  - en France :
- Situation dans le recueil :
- Résumé :
- Lien externe :

### Univers zéro
- Auteur : Jacques Sternberg
- Titre original :
- Publications : 
  - aux États-Unis :
  - en France :
- Situation dans le recueil :
- Résumé :
- Lien externe :

### Dans les murs d'Eryx
- Auteur : H. P. Lovecraft
- Titre original : In the Walls of Eryx
- Publications : 
  - aux États-Unis :
  - en France :
- Situation dans le recueil :
- Résumé :
- Lien externe :

### Tout ce que nous sommes
- Auteur : Robert Sheckley
- Titre original : All the Things You Are
- Publications : 
  - aux États-Unis :
  - en France :
- Situation dans le recueil :
- Résumé :
- Lien externe :

### Le Bout de la route
- Auteur : Poul Anderson
- Titre original : Journeys End
- Publications : 
  - aux États-Unis :
  - en France : dans l'anthologie Histoires de pouvoirs (La Fin du voyage)
- Situation dans le recueil :
- Résumé :
- Lien externe :

### Le Cinquième sens
- Auteur : François Richaudeau
- Titre original :
- Publications : 
  - aux États-Unis :
  - en France :
- Situation dans le recueil :
- Résumé :
- Lien externe :

### Comment tuer un brontosaure
- Auteur : Brian Aldiss
- Titre original : Poor Little Warrior!
- Publications : 
  - aux États-Unis :
  - en France :
- Situation dans le recueil :
- Résumé :
- Lien externe :

### Chrysalia
- Auteur : André Ruellan
- Titre original :
- Publications : 
  - aux États-Unis :
  - en France :
- Situation dans le recueil :
- Résumé :
- Lien externe :

### Le Bébé dans la cuisinière
- Auteur : John Thomas Sladek
- Titre original : The Babe in the Oven
- Publications : 
  - aux États-Unis :
  - en France :
- Situation dans le recueil :
- Résumé :
- Lien externe :

### Cycle de survie
- Auteur : Richard Matheson
- Titre original : Pattern for Survival
- Publications : 
  - aux États-Unis :
  - en France :
- Situation dans le recueil :
- Résumé :
- Lien externe :

### L'Ultime son
- Auteur : Charles Beaumont
- Titre original : The New Sound
- Publications : 
  - aux États-Unis :
  - en France :
- Situation dans le recueil :
- Résumé :
- Lien externe :

### La Machine à deux mains
- Auteur : Henry Kuttner et Catherine L. Moore
- Titre original : Two-Handed Engine
- Publications : 
  - aux États-Unis :
  - en France : dans l'anthologie Histoires mécaniques
- Situation dans le recueil :
- Résumé :
- Lien externe :

### Quatrième expédition
- Auteur : Stanislas Lem
- Titre original :
- Publications : 
  - aux États-Unis :
  - en France :
- Situation dans le recueil :
- Résumé :
- Lien externe :

### La Mère
- Auteur : Alfred Coppel
- Titre original : Mother
- Publications : 
  - aux États-Unis :
  - en France : dans l'anthologie Histoires de cosmonautes
- Situation dans le recueil :
- Résumé :
- Lien externe :

### Le Labyrinthe
- Auteur : Frank M. Robinson
- Titre original : The Maze
- Publications : 
  - aux États-Unis :
  - en France :
- Situation dans le recueil :
- Résumé :
- Lien externe :

### Les Défenseurs
- Auteur : Philip K. Dick
- Titre original : The Defenders
- Publication en France : dans l'anthologie Histoires de guerres futures
- Situation dans le recueil :

### Le Ruum
- Auteur : Arthur Porges
- Titre original : The Ruum
- Situation dans le recueil :

### Les Villes
- Auteur : Gérard Klein
- Titre original :
- Publications : 
  - aux États-Unis :
  - en France :
- Situation dans le recueil :
- Résumé :
- Lien externe :

### Un roulement de tonnerre
- Auteur : Ray Bradbury
- Titre original : A Sound of Thunder
- Situation dans le recueil : p. 437 à 446.

### À l'aube du grand soir
- Auteur : Robert Bloch
- Titre original : Daybroke
- Publications : 
  - aux États-Unis :
  - en France :
- Situation dans le recueil :
- Résumé : 
  - aux États-Unis :
  - en France : dans l'anthologie Histoires de fins du monde (sous le titre Le Jour se lève, avec une traduction de l’anglais par P.-J. Izabelle).
- Lien externe :